# Cryptophagus hexagonalis
Cryptophagus hexagonalis là một loài bọ cánh cứng trong họ Cryptophagidae. Loài này được Tournier miêu tả khoa học năm 1869.